# Dilophus minutus
Dilophus minutus är en tvåvingeart som beskrevs av Luigi Bellardi 1862. Dilophus minutus ingår i släktet Dilophus och familjen hårmyggor. Inga underarter finns listade i Catalogue of Life.